# Teleormanu
Teleormanu – wieś w Rumunii, w okręgu Teleorman, w gminie Mârzănești. W 2011 roku liczyła 980 mieszkańców.